# Oxidación de Kornblum
La oxidación de Kornblum es una reacción orgánica que consiste en la conversión de un halogenuro de alquilo primario a un aldehído en presencia de una base, tal como la trietilamina (Et3N).

## Mecanismo
Como todas las oxidaciones que utilizan dimetil sulfóxido, en la oxidación de Kornblum se forma un ion alcoxisulfonio, el cual sufre una reacción de eliminación nuclear para formar el aldehído deseado. 